# فینال جام در جام اروپا ۱۹۹۲
فینال جام در جام اروپا ۱۹۹۲، رقابت پایانی جام در جام اروپا در سال ۱۹۹۲ میلادی است که مابین دو تیم باشگاه فوتبال وردر برمن و باشگاه فوتبال موناکو برگزار شده‌است.
این مسابقه که در تاریخ ۶ مه ۱۹۹۲ انجام شده‌است با نتیجه ۲ بر ۰ به سود تیم باشگاه فوتبال وردر برمن به پایان رسید.